# Mine de Hull-Rust-Mahoning
 (mars 2025).
La mine de Hull-Rust-Mahoning est une mine à ciel ouvert de fer située près de Hibbing dans le Minnesota aux États-Unis. Sa production a débuté en 1893. Elle est depuis 1966, un National Historic Landmark.